# Nikon D780
Die Nikon D780 ist eine digitale Spiegelreflexkamera des japanischen Herstellers Nikon, die im Januar 2020 in den Markt eingeführt wurde.

## Technische Merkmale
Die D780 verfügt über ein Autofokussystem mit 51 Messfeldern im optischen Sucher und 273 Messfeldern im Live-View-Modus. Sowohl im optischen Sucher als auch im Live-View-Modus wird das Verfolgen von Objekten unterstützt.
Im Vergleich zum Vorgängermodell, der Nikon D750, bietet die D780 eine deutlich verbesserte Leistung im Live-View-Modus. Ihr LCD-Monitor ist neigbar und verfügt über ca. 2,359 Millionen Bildpunkte, außerdem ist er als Touchscreen ausgeführt. Die D780 verwendet einen EXPEED-6-Bildprozessor, während die D750 einen EXPEED 4 verwendete.
Mit SnapBridge können JPEG- und RAW-Dateien mit jedem Smartgerät geteilt werden.

## Zubehör
An der Kamera können alle herstellereigenen Nikkor-Objektive ab dem Ai-Standard verwendet werden.
Das Blitzsystem der Kamera entspricht dem iTTL-Standard des Herstellers.
Über eine kombinierte Zubehörschnittstelle kann ein Kabelauslöser oder GPS-Empfänger wie der Nikon GP-1 angeschlossen werden.

## Auszeichnungen
Das Kameragehäuse wurde 2020 von der Technical Image Press Association (TIPA) als bestes Experten-Spiegelreflexkameragehäuse ausgezeichnet.